# Bressieux
Ne doit pas être confondu avec Rue Bressieux.
Bressieux est une commune française située dans le département de l'Isère en région Auvergne-Rhône-Alpes.
Ce modeste village, au territoire très réduit, est situé aux limites du plateau de Chambaran et de la plaine de la Bièvre, il abrite les ruines du château de Bressieux qui font l'objet d'un classement au titre des monuments historiques. Ses habitants sont appelés les Bressieurots.

## Géographie

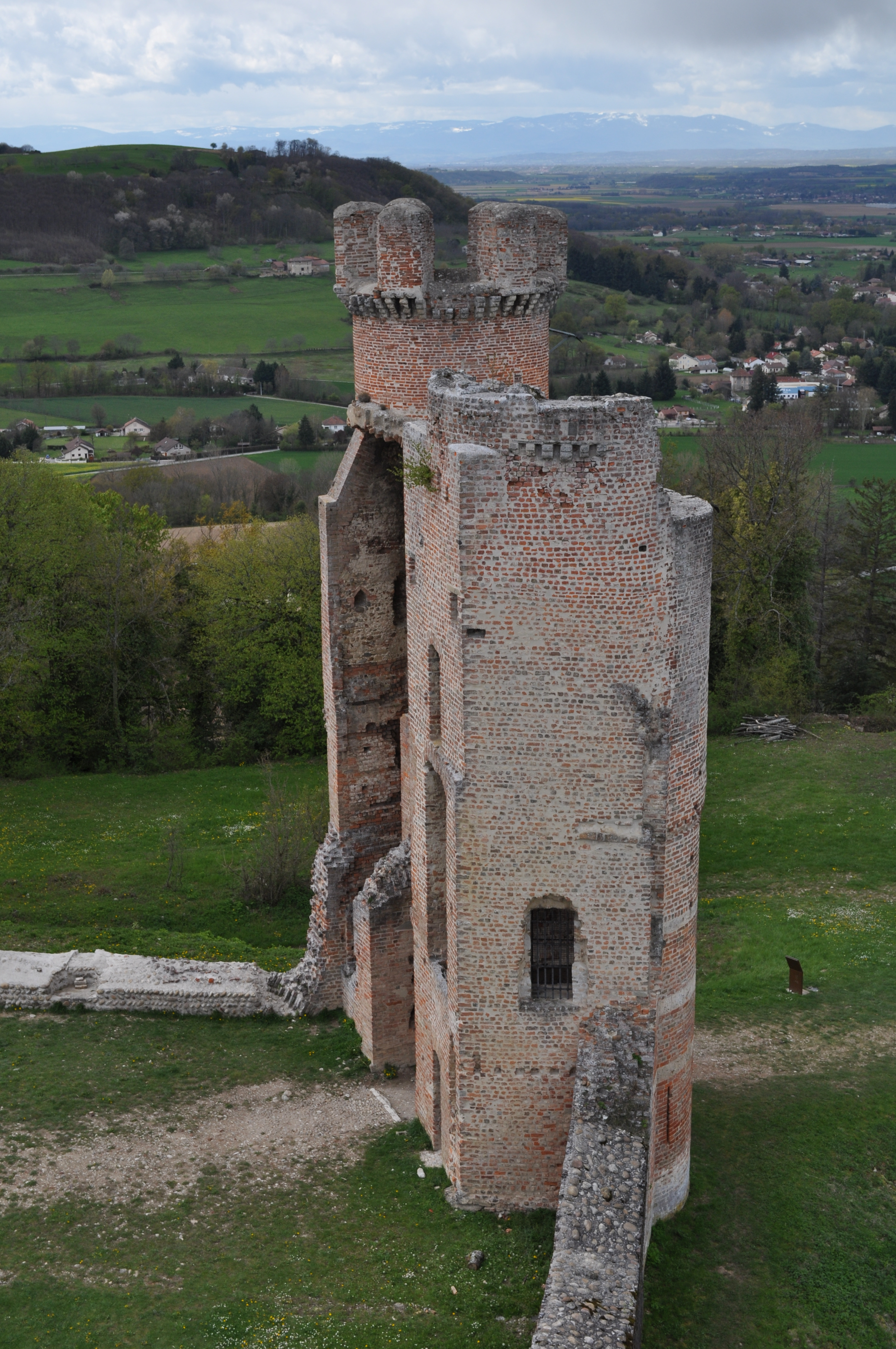
Le château domine le village et les alentours.

### Situation et description
Situé au sud-ouest de La Côte-Saint-André, entre la Plaine de Bièvre et les premiers contreforts du plateau de Chambaran, dans le secteur du Bas Dauphiné, en Isère, le village de Bressieux présente un aspect essentiellement rural. Enserré entre les communes de Saint-Pierre-de-Bressieux et de Saint-Siméon-de-Bressieux, la superficie de son territoire est inférieure à 90 hectares.

### Communes limitrophes
Le territoire de la commune de Bressieux n'est limitrophe que de deux autres communes qui portent (partiellement) le nom du village dans leur appellation.
|  | Saint-Siméon-de-Bressieux |
|  | Bressieux                 |
|  | Saint-Pierre-de-Bressieux |

### Géologie
Le territoire de Bressieux se positionne entre région naturelle de Bièvre-Valloire, une large vallée ouverte entre celle de l'Isère (au sud) et le cours du Rhône (à l'ouest) et dont la forme régulière en auge à fond plat suggère une origine glaciaire, ce que confirme la présence de dépôts morainiques et celle du plateau de Chambaran de type molassique dont il jouxte les premiers reliefs.

### Climat
Pour des articles plus généraux, voir Climat d'Auvergne-Rhône-Alpes et Climat de l'Isère.
En 2010, le climat de la commune est de type climat des marges montargnardes, selon une étude du Centre national de la recherche scientifique s'appuyant sur une série de données couvrant la période 1971-2000. En 2020, Météo-France publie une typologie des climats de la France métropolitaine dans laquelle la commune est exposée à un climat de montagne ou de marges de montagne et est dans la région climatique  Alpes du nord, caractérisée par une pluviométrie annuelle de 1 200 à 1 500 mm, irrégulièrement répartie en été. 
Pour la période 1971-2000, la température annuelle moyenne est de 10,9 °C, avec une amplitude thermique annuelle de 17,9 °C. Le cumul annuel moyen de précipitations est de 1 063 mm, avec 9,6 jours de précipitations en janvier et 6,5 jours en juillet. Pour la période 1991-2020, la température moyenne annuelle observée sur la station météorologique de Météo-France la plus proche, « Grenoble-Saint-Geoirs », sur la commune de Saint-Étienne-de-Saint-Geoirs à 6 km à vol d'oiseau, est de 11,5 °C et le cumul annuel moyen de précipitations est de 915,1 mm,. Pour l'avenir, les paramètres climatiques de la commune estimés pour 2050 selon différents scénarios d'émission de gaz à effet de serre sont consultables sur un site dédié publié par Météo-France en novembre 2022.

### Voies de communication
Le territoire de Bressieux est situé à l'écart des grands axes de circulation.

## Urbanisme

### Typologie
Au 1er janvier 2024, Bressieux est catégorisée commune rurale à habitat dispersé, selon la nouvelle grille communale de densité à sept niveaux définie par l'Insee en 2022.
Elle est située hors unité urbaine et hors attraction des villes,.

### Occupation des sols
L'occupation des sols de la commune, telle qu'elle ressort de la base de données européenne d’occupation biophysique des sols Corine Land Cover (CLC), est marquée par l'importance des territoires agricoles (100 % en 2018), une proportion identique à celle de 1990 (100 %). La répartition détaillée en 2018 est la suivante :
zones agricoles hétérogènes (100 %). L'évolution de l’occupation des sols de la commune et de ses infrastructures peut être observée sur les différentes représentations cartographiques du territoire : la carte de Cassini (XVIIIe siècle), la carte d'état-major (1820-1866) et les cartes ou photos aériennes de l'IGN pour la période actuelle (1950 à aujourd'hui).

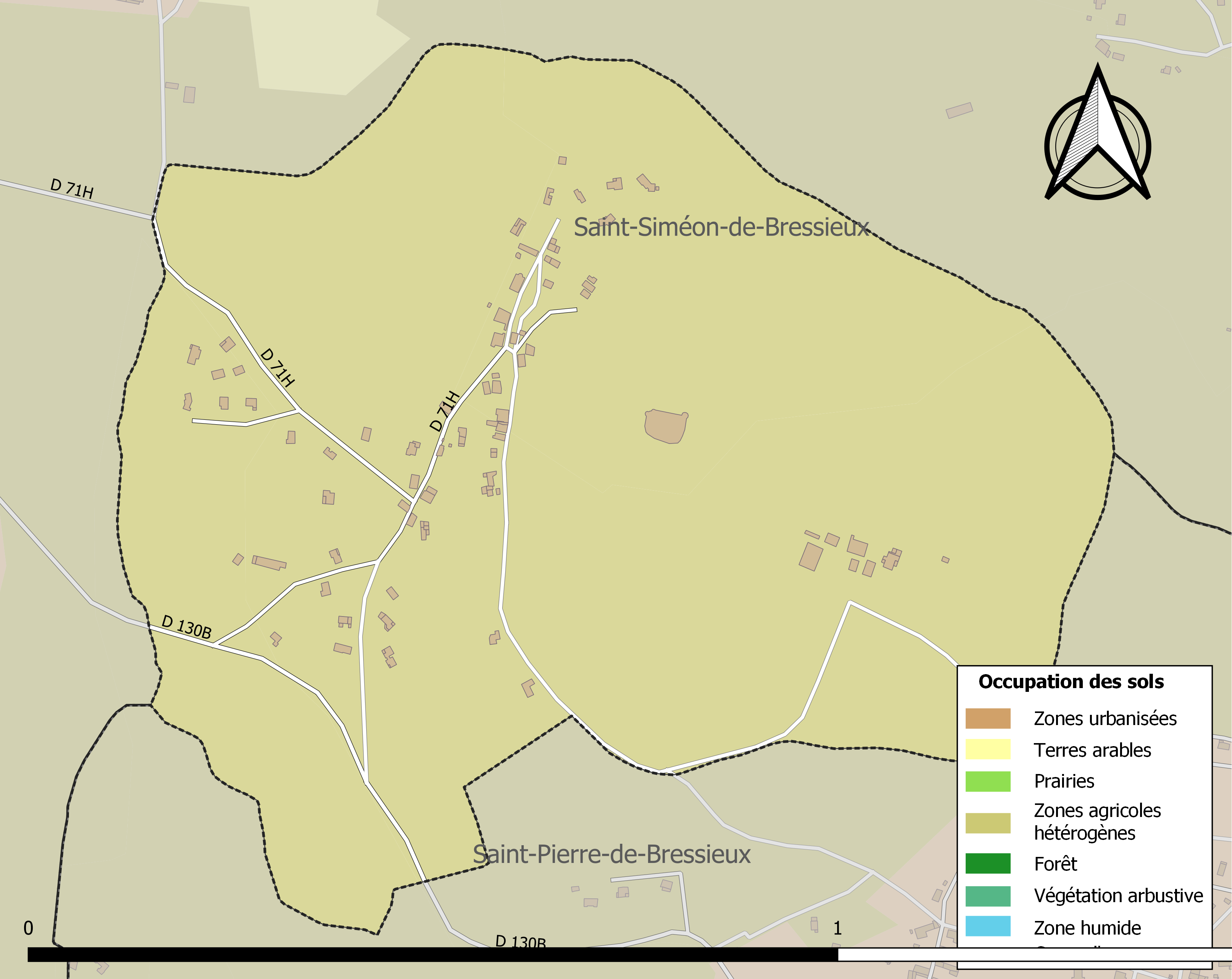
Carte des infrastructures et de l'occupation des sols de la commune en 2018 (CLC).

### Risques naturels et technologiques

#### Risques sismiques
L'ensemble du territoire de la commune de Bressieux est situé en zone de sismicité no 3 (sur une échelle de 1 à 5), comme la plupart des communes de son secteur géographique.
| Type de zone | Niveau            | Définitions (bâtiment à risque normal) |
| ------------ | ----------------- | -------------------------------------- |
| Zone 3       | Sismicité modérée | accélération = 1,1 m/s2                |

## Histoire

### Préhistoire et Antiquité
La présence de très nombreux silex et haches polies témoigne d'une importante occupation sur le site de la Croix Trouva datant du Néolithique moyen.
Au début de l'Antiquité, le territoire des Allobroges s'étendait sur la plus grande partie des pays qui seront nommés plus tard la Sapaudia (ce « pays des sapins » deviendra la Savoie) et au nord de l'Isère.
Les Allobroges, comme bien d'autres peuples gaulois, sont une « confédération ». En fait, les Romains donnèrent, par commodité le nom d'Allobroges à l'ensemble des peuples gaulois vivant dans la civitate (cité) de Vienne, à l'ouest et au sud de la Sapaudia.

### Moyen Âge
Après l'an mil, Bressieux était le siège d'une des quatre baronnies du Dauphiné, puis fut érigé en marquisat par le roi Louis XIII en 1612.

## Politique et administration

### Liste des maires
| Période                                  | Période   | Identité      | Étiquette   | Qualité                                                       |
| ---------------------------------------- | --------- | ------------- | ----------- | ------------------------------------------------------------- |
| mars 1989                                | mars 1995 | Monique Limon | DVG         |                                                               |
| mars 1995                                | mars 2001 | ?             |             |                                                               |
| mars 2001                                | mars 2008 | Michel Durand |             |                                                               |
| mars 2008                                | mars 2014 | Gerald Morel  |             |                                                               |
| mars 2014                                | 2017      | Monique Limon | DVG puis EM | Députée de la Septième circonscription de l'Isère (2017-2022) |
| 2017                                     | mai 2020  | Gerald Morel  |             |                                                               |
| mai 2020                                 | En cours  | Gilbert Badez |             |                                                               |
| Les données manquantes sont à compléter. |           |               |             |                                                               |

## Population et société

### Démographie
L'évolution du nombre d'habitants est connue à travers les recensements de la population effectués dans la commune depuis 1793. Pour les communes de moins de 10 000 habitants, une enquête de recensement portant sur toute la population est réalisée tous les cinq ans, les populations de référence des années intermédiaires étant quant à elles estimées par interpolation ou extrapolation. Pour la commune, le premier recensement exhaustif entrant dans le cadre du nouveau dispositif a été réalisé en 2004.

En 2022, la commune comptait 91 habitants, en évolution de −1,09 % par rapport à 2016 (Isère : +3,07 %, France hors Mayotte : +2,11 %).
| 1793  | 1800 | 1806 | 1821 | 1831 | 1836 | 1841 | 1846 | 1851 |
| ----- | ---- | ---- | ---- | ---- | ---- | ---- | ---- | ---- |
| 3 608 | 208  | 240  | 245  | 265  | 191  | 183  | 156  | 133  |

| 1856 | 1861 | 1866 | 1872 | 1876 | 1881 | 1886 | 1891 | 1896 |
| ---- | ---- | ---- | ---- | ---- | ---- | ---- | ---- | ---- |
| 122  | 94   | 127  | 126  | 112  | 102  | 94   | 99   | 91   |

| 1901 | 1906 | 1911 | 1921 | 1926 | 1931 | 1936 | 1946 | 1954 |
| ---- | ---- | ---- | ---- | ---- | ---- | ---- | ---- | ---- |
| 94   | 80   | 83   | 65   | 53   | 53   | 47   | 33   | 51   |

| 1962 | 1968 | 1975 | 1982 | 1990 | 1999 | 2004 | 2006 | 2009 |
| ---- | ---- | ---- | ---- | ---- | ---- | ---- | ---- | ---- |
| 69   | 70   | 76   | 109  | 96   | 89   | 86   | 83   | 88   |

| 2014 | 2019 | 2022 | - | - | - | - | - | - |
| ---- | ---- | ---- | - | - | - | - | - | - |
| 88   | 93   | 91   | - | - | - | - | - | - |

C'est la commune de l'Isère avec le plus fort taux de population comptée à part en 2006 selon l'Insee, avec 25,9 % (29 personnes pour une population totale de 112 habitants). Ceci est dû à la présence du foyer du Prado du Colombier sur la commune.

### Enseignement
La commune est rattachée à l'académie de Grenoble.

### Médias
Historiquement, le quotidien à grand tirage Le Dauphiné libéré consacre, chaque jour, y compris le dimanche, dans son édition locale, un ou plusieurs articles à l'actualité de la communauté de communes, ainsi que des informations sur les éventuelles manifestations locales, les travaux routiers, et autres événements divers à caractère local.

## Culture locale et patrimoine

### Lieux et monuments

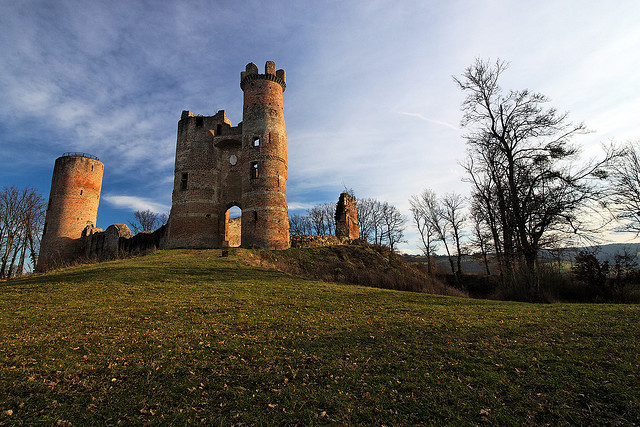
Le château de Bressieux.

- les ruines du château de Bressieux (XIIIe siècle) font l'objet d'un classement au titre des monuments historiques par arrêté du 16 août 1904[20].
- mottes castrales de La Boule Billon et de La Boule du Châtelard[21]
- une maison en style Renaissance[21]
- église Saint-Roch de Bressieux, bâtie au XIXe siècle[21]

### Patrimoine culturel
- Musée de Bressieux[22]

### Personnalités liées à la commune
- Famille de Bressieux

### Héraldique
| Commune de Bressieux | Le blasonnement de Bressieux est : de gueules à trois fasces de vair. |